# うお座EL星
うお座EL星（うおざELせい、EL Piscium、EL Psc）またはうお座57番星は、うお座の方向、地球からおよそ780光年の距離に位置する脈動変光星である。

## 特徴
うお座EL星は、輝星星表の中から変光星を探す計画によって、変光がみつかった。脈動変光星の中でも、半規則型変光星（SRS型）に分類される。SRS型は、2001年に発行された変光星総合カタログの第76弾変光星名一覧で、半規則型変光星の新たな細分類として加わった型であり、周期が数日から1ヶ月程度と短い赤色巨星で、変光の振幅は0.3等級未満である。
うお座EL星は、変光星総合カタログでは12日周期で変光するとしているが、アメリカ変光星観測者協会（AAVSO）の変光星目録では25.7日の周期で変光するとしている。変光星ではないかとされたその初期から、変光周期は複数の候補が挙げられている。

## 名称
「うお座EL星」という名称は、変光星の命名規則に従って2006年に付与されたもので、うお座で155番目の変光星であることを意味する。